# Mika Vukona
- anglais - Mika Vukona

 (mai 2025).
Mika Vukona, né le 13 mai 1982 à Suva, aux Fidji, est un joueur néo-zélandais de basket-ball, évoluant au poste d'ailier.

## Palmarès
- Champion d'Océanie 2009